# Libero (voetbal)

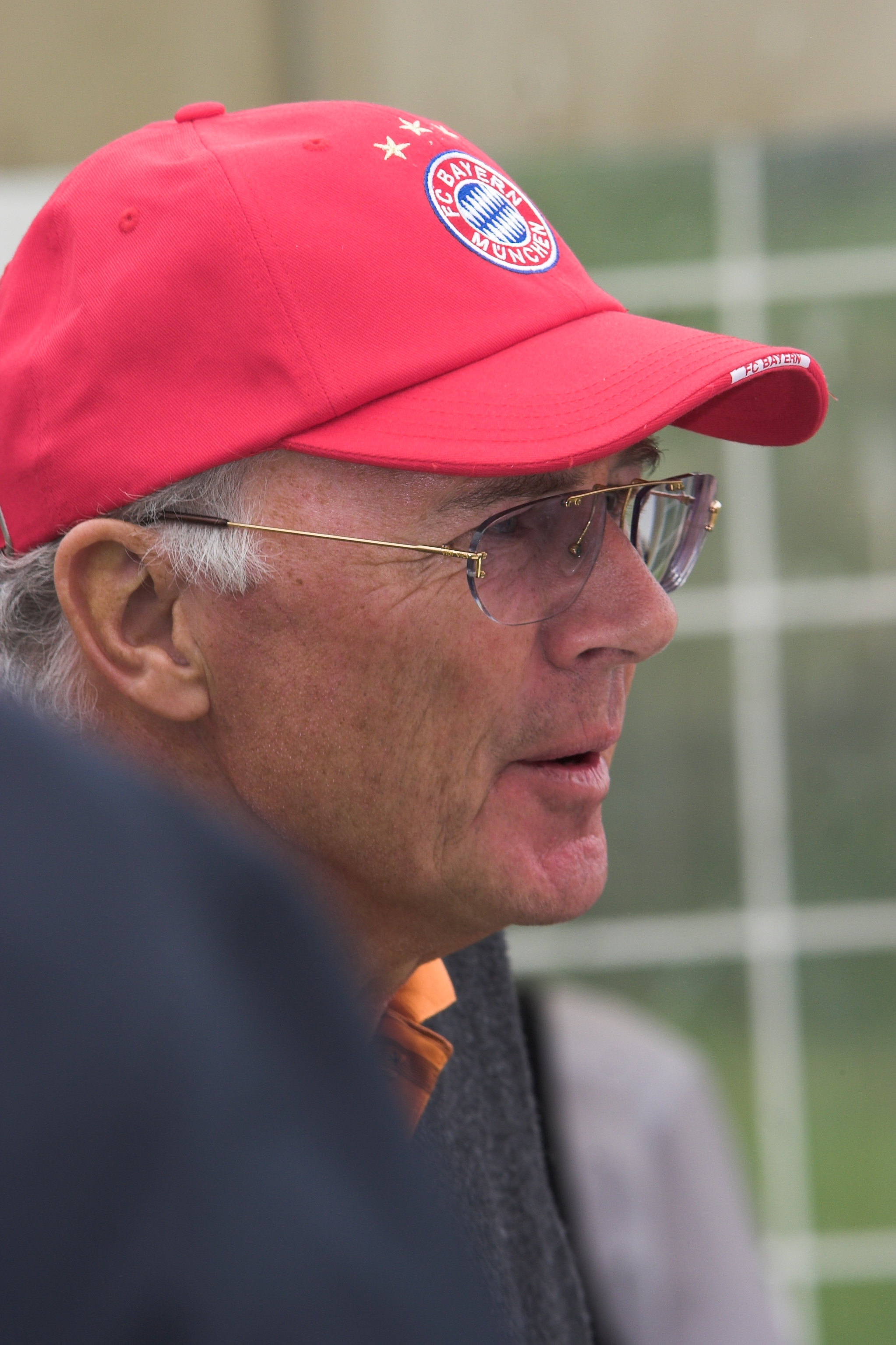
Franz Beckenbauer is een van de bekendste libero's ooit.

Een libero is een voetbalspeler die in de verdediging staat opgesteld, maar tegelijkertijd als taak heeft de bal mee naar voren te nemen.

## Eigenschappen
De libero is meestal een veelzijdige centrale verdediger die wanneer hij de bal van een aanvallende tegenstander heeft afgenomen, de bal bij zich houdt en naar voren brengt; een belangrijke speler met en zonder balbezit: hij is balveroverend en spelopbouwend. De positie is als het ware geen vaste positie te noemen, maar is eerder een spelersrol. De libero is definieerbaar als de vrijgelaten, van de mandekking weg spelende verdediger. Hier komt de oorsprong van de term vandaan: libero is het Italiaanse woord voor vrij. In de Duitse taal spreekt men van Auspützer. In de Engelse taal is de term sweeper ingeburgerd geraakt. De term (letterlijk veegmachine) legt de nadruk op dié rol die dergelijk verdediger speelt als (straat)veger, als opruimer.
De libero is de laatste achterhoedespeler voordat de spits of een andere aanvallende tegenstrever op de doelman kan afstormen. Overige verdedigers bewaken een bepaalde zone van de achterste linie of dekken een bepaalde speler. Omdat een libero in staat moet zijn een counteraanval op te zetten, dient hij over een betere balcontrole en een beter passvermogen te beschikken dan de gemiddelde centrale verdediger. Sommige libero's uit een vroeger tijdperk, de West-Duitser Franz Beckenbauer, ronden aanvallen van achteren naar voren geheel zelf af en zijn bijgevolg productieve spelers; hebben scorend vermogen of leveren assists af. Beckenbauer was revolutionair door als libero een aanvallend wapen te zijn onder de legendarische West-Duitse bondscoach Helmut Schön. Voordien bewees de rol van libero slechts verdedigend zijn waarde. De vrije speler in de laatste linie was nu ook vrij om aan te vallen.

## Gebruik

### Evolutie van de libero
De libero was een centrale figuur in het Italiaanse catenacciosysteem dat in de jaren 1960 werd geperfectioneerd door de Argentijnse trainer Helenio Herrera bij Inter Milan. Catenaccio – Italiaanse woord voor "grendel" – draaide om defensieve compactheid en het snel omschakelen naar de counter. In dit systeem speelden vier verdedigers op lijn, waarvan er twee mandekking uitvoerden op de spitsen van de tegenstander. 
De libero functioneerde als een vijfde, vrije verdediger, die zonder vaste tegenstander achter deze linie opereerde om rugdekking te bieden. Bij balverlies moest de libero inspringen om defensieve fouten op te vangen; bij balbezit schoof hij in om een numeriek overwicht te creëren op het middenveld.
Catenaccio werd vaak geassocieerd met termen als “betonvoetbal”, “bus parkeren”, of “antivoetbal”, verwijzend naar het extreem verdedigende karakter van deze speelwijze. Toch was de rol van de libero in dit systeem tactisch verfijnd en essentieel voor het evenwicht tussen verdediging en omschakeling.

### Moderne interpretaties
In latere decennia evolueerde de rol van de libero. In de vroege jaren 2000 was er bij bepaalde topclubs sprake van moderne varianten op het traditionele concept. Zo zakte Roy Keane bij Manchester United onder trainer Sir Alex Ferguson geregeld in vanuit het middenveld om bij balverlies als extra verdediger te fungeren. Bij balwinst schoof Keane weer op richting het middenveld. Dergelijke tactische ingrepen zorgden ervoor dat Manchester United in bepaalde fasen over een vijfmansverdediging beschikte, zonder in de basis af te wijken van een 4–4–2- of 4–3–3-formatie.
Ook in andere systemen keert de liberorol terug in verdedigende middenvelders die zich laten uitzakken tussen de centrale verdedigers – bijvoorbeeld in een 4–2–3–1 die zonder bal verandert in een 5–4–1. Afhankelijk van de pressing en veldbezetting kunnen ook 3–5–2-, 3–1–4–2- of WM-formaties ontstaan, waarin een centrale middenvelder als ‘moderne libero’ fungeert. Deze speler moet beschikken over zowel verdedigende kwaliteiten als een uitstekend passvermogen, om als verbindingsman tussen verdediging en middenveld te opereren.
In België paste de Noorse trainer Trond Sollied deze principes toe bij KAA Gent en Club Brugge begin jaren 2000. Hoewel zijn basisformatie een offensieve 4–3–3 was – geïnspireerd door het Nederlandse totaalvoetbal van Rinus Michels – integreerde hij elementen uit het oude Italiaanse Metodo-systeem van Vittorio Pozzo, dat gebruikmaakte van een terugzakkende middenvelder. Spelers als Timmy Simons en Edin Ramčić namen bij balverlies een rol op vergelijkbaar met die van een klassieke libero. Ze zakten in tussen de verdedigers om defensieve stabiliteit te garanderen, en schoven bij balbezit opnieuw door naar het middenveld. Deze speelwijze vergde veel fysieke arbeid, vooral omdat de vleugelverdedigers in Sollieds systemen sterk offensief betrokken waren.
Deze aanpak leverde succes op: Gent behaalde een historische derde plaats, terwijl Club Brugge onder Sollied twee landstitels en evenveel bekers won.

### Libero in Zuid-Amerikaanse systemen
Ook in Zuid-Amerika kende de libero een belangrijke rol, bijvoorbeeld in het Argentijnse elftal onder Carlos Bilardo in de jaren tachtig. In diens variant op de 4–4–2, vaak weergegeven als een 3–5–2, speelde Daniel Passarella (later werd Passarella vervangen door José Luis Brown) als libero. Deze werd geflankeerd door backs als José Luis Cuciuffo en Oscar Ruggeri, terwijl Sergio Batista als verdedigende middenvelder fungeerde. Het systeem gaf creatieve spelers als Diego Maradona alle vrijheid, met de libero als organisator en rugdekker.
Bilardo’s systeem werd later geïnterpreteerd als een 3–1–4–2, waarin de libero vóór drie centrale verdedigers opereerde en bij balbezit mee doorschoof om het middenveld te ondersteunen. Dergelijke systemen waren vooral populair in amateur- of zondagcompetities, maar verdwenen langzaamaan uit het professionele voetbal wegens het hoge risico en gebrek aan defensieve balans.

### Verdwijnen van de klassieke libero
Het belang van de klassieke libero begon af te nemen met de opkomst van zoneverdediging in de jaren 80, onder invloed van onder andere Arrigo Sacchi bij AC Milan. Sacchi eiste dat zijn verdedigers geen mandekking speelden, maar dat elkeen verantwoordelijk was voor een zone op het veld (links, centraal of rechts). Spelers als Franco Baresi en Alessandro Costacurta wisselden als dusdanig af tussen de rol van voorstopper en libero, afhankelijk van de situatie. In dit systeem werd de klassieke libero als achtervang overbodig.
Tegenwoordig wordt het spelen met een libero als tactisch risicovol beschouwd. Moderne verdediging draait rond het zetten van de buitenspelval, waarin de laatste linie in perfecte samenhang opereert. Een vrije man achter de linie – zoals de traditionele libero – zou dit ondermijnen. Toch blijven aspecten van de liberorol bestaan, bijvoorbeeld bij opbouwende centrale verdedigers of sweeper-keepers zoals Manuel Neuer en recent uit België Colin Coosemans, die als extra verdediger meespelen.
De rol van de libero heeft zich ontwikkeld van een pure verdediger zonder mandekking in defensieve systemen zoals het catenaccio, tot een meer hybride speler in moderne tactieken. Hoewel de klassieke libero zeldzaam is geworden in het hedendaagse topvoetbal, leven bepaalde aspecten van zijn rol voort in de tactiek van verdedigende middenvelders, opbouwende centrale verdedigers en zelfs doelmannen.

### Liberodoelman
Een relatief nieuwe ontwikkeling in het voetbal is die van de doelman die de positie van libero overneemt. In het Engels wordt hieraan gerefereerd als een sweeper-keeper (van to sweep: opruimen, meevegen). Deze doelman staat vaak verder voor zijn doel dan gebruikelijk, en probeert lange voorzetten van de tegenstander onschadelijk te maken door ze buiten het strafschopgebied weg te trappen. Hij heeft meestal tactische eigenschappen en een hoge snelheid — noodzakelijk om snel uit zijn doel te komen voor een aankomende bal. Een libero-actie van een doelman is niet zonder gevaar: de bal kan over hem heen gelobd worden, of hij kan deze kwijtraken aan een aanvaller buiten het strafschopgebied, met een leeg doel en een vrije scoringskans als gevolg. Bekende voorbeelden van een liberodoelman zijn Edwin van der Sar, Jan Jongbloed,  
René Higuita, Mathew Ryan, Fernando Muslera, Víctor Valdés, Manuel Neuer en Ederson Moraes.

## Bekende libero's

### A
- Tony Adams
- Eric Addo
- Dick Advocaat
- Philippe Albert
- José Ramón Alexanko
- Karl Allgöwer
- Patrik Andersson
- Robert Andrich [6]
- Ricardo Arias
- Klaus Augenthaler
- Roberto Ayala

### B
- Franco Baresi
- Serhij Pavlovytsj Baltatsja
- Patrick Battiston
- Riechedly Bazoer [6]
- Franz Beckenbauer (1945–2024)
- Miodrag Belodedici
- André Bergdølmo
- Giuseppe Bergomi
- Thomas Berthold
- Manfred Binz
- Fred Bischot
- Laurent Blanc
- Horst Blankenburg
- Danny Blind
- Olivier Boscagli [6]
- Frank de Boer
- Michel Boerebach
- Vladislav Bogićević
- Leonardo Bonucci [6]
- Marcel Brands
- Rune Bratseth
- Kees Bregman
- Nico Broeckaert
- Hugo Broos
- José Luis Brown (1956–2019)
- Geert Brusselers
- Guido Buchwald
- Michael Buskermolen
- Terry Butcher

### C
- Fabio Cannavaro [6]
- Carlos Mozer
- Cristian Chivu [6]
- Jozef Chovanec
- Liviu Ciobotariu
- Lei Clijsters (1956–2009)
- Giancarlo Corradini
- Marc Cox
- Mario Cvitanović

### D
- Frank Dauwen
- David Luiz [6]
- Glen De Boeck
- Tjörven De Brul
- Frank Defays
- Traianos Dellas [6]
- Gunther De Meyer
- Stéphane Demol (1966–2023)
- Daniele De Rossi [6]
- Marcel Desailly
- Maurice De Schrijver
- Michel De Wolf
- Bert Dhont [6]
- Hans-Jürgen Dorner
- Epi Drost

### E
- Dieter Eilts
- Geert Emmerechts
- Alpaslan Eradlı

### F
- Giacinto Facchetti (1942–2006)
- Laurent Fassotte [6]
- Rio Ferdinand [6]
- Ciro Ferrara
- Klaus Fichtel

### G
- Philippe Garot (1948–2023)
- Lutsharel Geertruida [6]
- Richard Gough
- Sammy Greven [6]
- Georges Grün
- Ruud Gullit
- Serginho Greene [6]

### H
- Arie Haan
- Erik ten Hag
- Pierre Hanon (1936–2017)
- Alan Hansen
- Besnik Hasi
- Iván Helguera [6]
- Guy Hellers
- Herman Helleputte
- Stéphane Henchoz
- Matthias Herget
- Jos van Herpen
- Guus Hiddink
- Fernando Hierro
- Nico-Jan Hoogma
- Horst-Dieter Höttges (1943–2023)
- Glenn Hysen

### I
- Sergej Ignasjevitsj [6]
- Rinus Israël (1942–2025)

### J
- Ditmar Jakobs
- Čedomir Janevski
- Wim Jansen (1946–2022)
- Christiaan Janssens
- Rudi Janssens
- Jens Jeremies
- Nikola Jerkan
- Frenkie de Jong [6]
- Robert Jonquet (1925–2008)
- Goran Jurić

### K
- Miroslav Kadlec
- Blessing Kaku
- Mohamed Kanu
- Ibrahim Kargbo [6]
- Josip Katalinski (1948–2011)
- Suad Katana (1969–2005)
- Roy Keane
- Mahamoudou Keré [6]
- Tugay Kerimoğlu
- Stephen Keshi (1962–2016)
- Eric van Kessel
- Ledley King [6]
- Ronald Koeman
- Wim Kooiman
- Vincent Kompany [6]
- Michel van de Korput
- Ervin Kovács
- Adrie van Kraaij
- Torsten Kracht
- Edi Krieger (1946–2019)
- Ruud Krol
- Lodewijk de Kruif

### L
- Denny Landzaat [6]
- Mark Lawrenson
- Franck Lebœuf
- Stefan Leleu
- Philippe Lenglois
- Milan Lešnjak
- Marcello Lippi
- Manuel Locatelli [6]
- Giacomo Losi (1935–2024)
- Theo Lucius [6]

### M
- Antonio Maceda
- Aad Mansveld (1944–1991)
- Lisandro Martínez [6]
- Saul Malatrasi
- Lothar Matthäus
- Mauro Ramos (1930–2002)
- Paul McGrath
- Brandon Mechele [6]
- Walter Meeuws
- Roger Mendy
- John Metgod
- Henny Michielsen
- Siniša Mihajlović (1969–2022)
- Luc Millecamps
- Bobby Moore (1941–1993)

### N
- Arsène Né [6]
- Alessandro Nesta [6]
- Igor Nikolovski
- Jens Nowotny
- Chidi Nwanu

### O
- Paul Okon
- David O'Leary
- Domenico Olivieri
- Morten Olsen
- Anton Ondruš
- Viktor Onopko
- Edo Ophof
- Martin van Ophuizen

### P
- Gary Pallister
- Daniel Passarella
- Alex Pastoor
- Darío Pereyra
- Emmanuel Petit
- Bruno Pezzey (1955–1994)
- Danny Pfaff
- Armando Picchi (1935–1971)
- Pirri
- Gheorghe Popescu
- Ján Popluhár (1935–2011)
- Gerrit Plomp
- Pascal Plovie
- Carles Puyol [6]

### Q
- Alex Querter

### R
- Edin Ramčić
- Hany Ramzy
- Stefan Reuter
- Frank Rijkaard
- Frans Roemgens (1944–2018)
- Neil Ruddock
- Graeme Rutjes
- Fred Rutten

### S
- Matthias Sammer
- Manolo Sanchís
- Sandro Salvadore (1939–2007)
- Gunnar Sauer
- Karl-Heinz Schnellinger (1939–2024)
- Willi Schulz
- Bernd Schuster
- Gaetano Scirea (1953–1989)
- Roberto Sensini
- Ives Serneels
- Gianluca Signorini (1960–2002)
- Dario Šimić
- Timmy Simons [6]
- Thierry Siquet
- Matte Smets [6]
- Gareth Southgate
- Lorenzo Staelens
- Jaap Stam
- Stéphane Stassin
- Uli Stielike
- Igor Štimac
- John Stones [6]
- Christian Streich
- Pleun Strik (1944–2022)
- Thomas Strunz
- Olivier Suray

### T
- Tulio [6]
- Kris Temmerman
- Fatih Terim
- John Terry [6]
- Dirk Thoelen
- Phil Thompson
- Olaf Thon
- Bertin Tokéné
- Tonono (1943–1975)
- Marius Trésor
- Harrie Trines (1913–1986)
- Thomas Tuchel

### U
- Uche Okechukwu
- Flórián Urbán

### V
- Stan Valckx
- Vital Vanaken
- Franky Van der Elst
- René Vandereycken
- Guy Vandersmissen
- Hein Vanhaezebrouck
- Eric Van Meir
- Tomas Vasov
- Velibor Vasović (1939–2002)
- Leo van Veen
- Laurent Verbiest (1939–1966)
- Frank Verlaat
- Gordan Vidović

### W
- Desmond Walker
- Tsuyoshi Watanabe [6]
- Arsène Wenger
- Kees van Wonderen
- Billy Wright (1924–1994)
- Mark Wright

### Z
- Sten Ziegler
- Władysław Żmuda
- Didier Zokora [6]